# Rosy Armen
Rosy Armen (Paris; 1 de mayo de 1939) es una cantante francesa de origen armenio. 
Con la canción Gwendolyne, Rosy Armen participó en el Festival de la Canción de Barcelona en el Palacio de las Naciones entre el 12 y el 14 de febrero de 1970. Julio Iglesias ganó el concurso con la misma canción.

## Discografía
- Rosy Armen (Vogue, 1963)
- Rosy Armen (Melodía, 1967)
- Si on se ressemble (Columbia, 1968)
- Gwendolyne (Columbia, 1971)
- Yerevan (Iberia, 1972)
- Rosy Armen (Ambar, 1972)
- Blboul (Arka, 1981)
- Aranjuez (Arka, 1982)
- Hier et demain (PSI International, 1986)
- Armenia (1992)
- Le top de l'Arménie (PSI International, 1996)
- Mi sirde ounem (Atlantis Records, 2001)